# Calzadizos

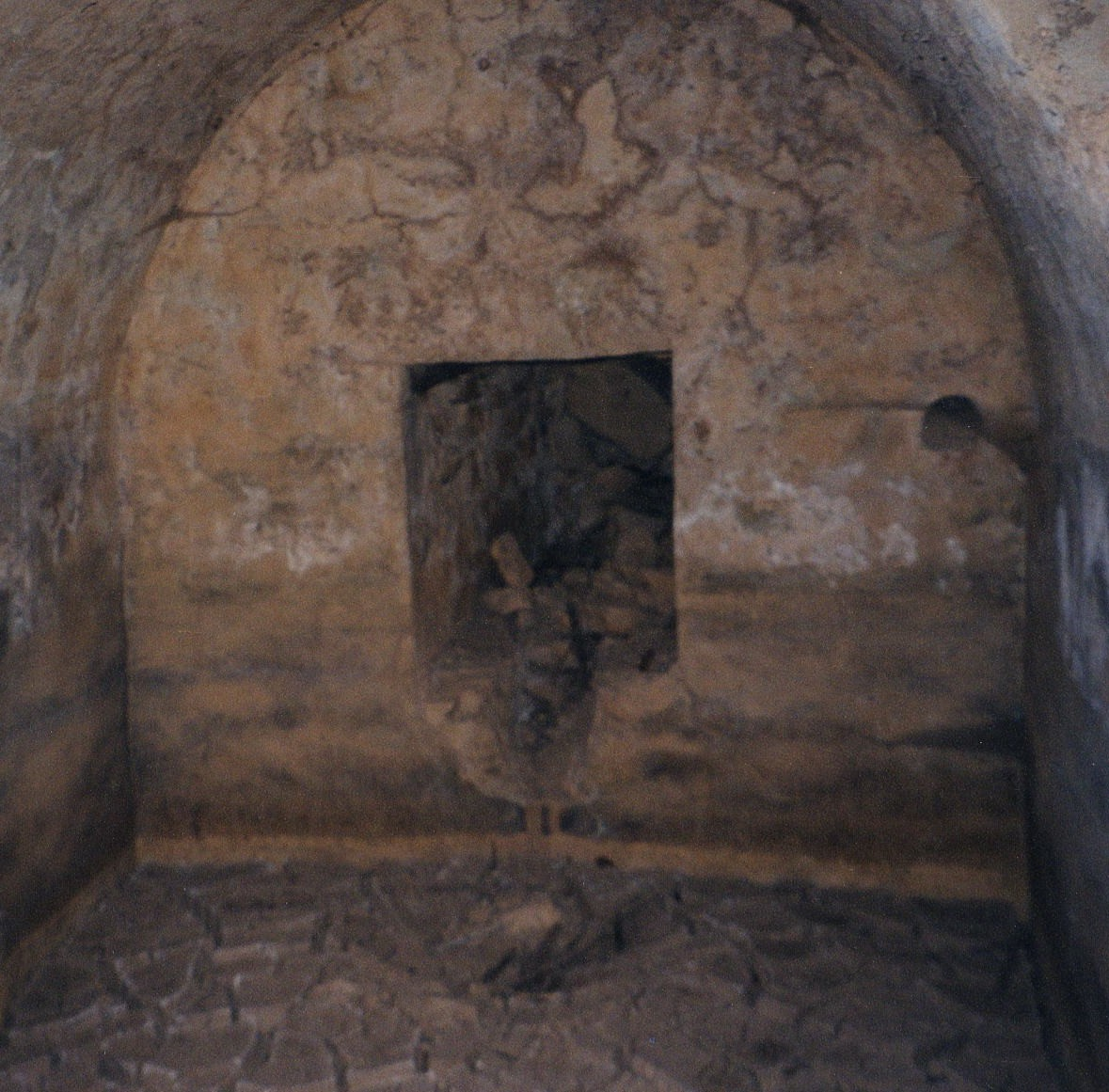
Interior de un cimbre (aljibe) de un calzadizo. Al fondo, la salida del soterramiento de la zanja cimbrada.

Infraestructura hidráulica equivalente a una zanja cimbrada en el terreno, cubierta por un enlosamiento de mampostería o bovedillas de cerámica permeable, que se realizaba en los aluviones permeables de las márgenes fluviales, paralelamente a los cauces y a escasos metros, con dos objetivos: de servir de drenaje de las aguas altas, para evitar el anegamiento de las parcelas de cultivo próximas; y para aprovechar el sobrante de agua acumulándola en unas especies de aljibes laterales estancos (cimbres), como depósitos de regulación auxiliares. 
Los calzadizos se deben a las primeras civilizaciones conocidas. En España, aún quedan ciertos vestigios remotos de la época íbera, sobre todo junto a los ríos menos caudalosos de algunos sectores de La Mancha y de Castilla La Vieja, donde se conservan todavía topónimos que hacen alusión a estas estructuras, muchos de ellos en relación con antiguas veredas y restos arqueológicos.
En la actualidad se pueden reconocer sistemas de drenaje parecidos en algunas de las zonas de vega del regadío tradicional, como en la Huerta de Murcia, y en la vega del Guadalentín, donde toman el nombre de "avenamientos".
Aunque estructuralmente o funcionalmente puede confundirse con un viaje de agua (de origen árabe), se puede diferenciar de estos últimos, en que el drenaje de agua de aquel no es continuo, sino ligado a los oscilamientos periódicos de niveles freáticos o de pequeños ríos; mientras que los viaje de agua suelen ser de caudal más constantes, con canalizaciones de mayor dimensión, como galerías de drenaje excavados en verdaderos acuíferos. Asimismo, los calzadizos son anteriores a la invasión árabe.
- Datos: Q5741630